# Старт (завод, Самара)
ЗАО "Завод аэродромного оборудования" — единственное в России предприятие, производящее средства наземного обслуживания и ремонта самолётов и вертолётов. Располагается по адресу: Самара, Заводское шоссе, дом 14.

## История
Создано на базе эвакуированного в 1941 году из Киева завода № 454 2-го Главного управления Наркомата авиационной промышленности (НКАП) СССР.
При организации завода в качестве его профиля было определено серийное производство агрегатов бомбардировочного вооружения самолётов. С 1946 года завод выпускает продукцию народного потребления — узлы и детали для сельскохозяйственных машин, с 1953 года становится специализированным предприятием по производству средств наземного обслуживания летательных аппаратов.
В январе 1967 года переименован в Куйбышевский завод аэродромного оборудования (предприятие п/я В-2534) 7-го Главного управления Министерства авиационной промышленности СССР.
2 декабря 1992 года завод реорганизован в акционерное общество «Старт».
В 1985 году на Аллее трудовой славы был построен монумент, посвящённый заводу (ликвидирован городскими властями в 2015 году). В Житомире на гранитном постаменте установлен памятник универсальной подвижной гидроустановке УПГ-250,серийно изготавливаемой заводом с 1957 по 1987 год

## Продукция

### Аэродромное оборудование
- гидроустановки
- заправщики жидкостей
- площадки обслуживания
- гидроподъёмники, гидродомкраты
- буксировочные устройства (водила)
- буксировочные тросы.